# Мики, Киёси
Киёси Мики (яп. 三木 清 Мики Киёси, 5 января 1897 года — 26 сентября 1945 года) — японский философ.

## Биография
Киёси Мики родился в деревне Хираи уезда Ибо префектуры Хиого (в настоящее время — часть Тацуно). Изучал философию в Киотском университете у Нисиды Китаро и Танабэ Хадзимэ. По окончании университета уехал в Германию, где изучал творчество Мартина Хайдеггера, Карла Лёвита, Блеза Паскаля, Сёрена Кьеркегора и Фридриха Ницше. По возвращении в Японию, из-за нескромного поведения в сочетании с предосудительной связью с женщиной старше его, был лишён возможности занять академическую должность в Киото. Положение Мики усугубилось, когда он одолжил деньги другу, а тот тайно использовал их для финансирования Коммунистической партии Японии. Оказавшись замешанным в этой истории (а с крайне левыми движениями в это время велась борьба, и такие пожертвования были запрещены), Мики провёл некоторое время под арестом и потерял любой шанс восстановить репутацию в академических кругах. Оставаясь в контакте со своими учителями и другими членами киотской философской школы, он был вынужден был оставить серьёзную научную деятельность и заняться публикацией популярных сочинений, предназначенных для широкой аудитории.
Мики считал, что философия должна быть прагматичной и направленной на решение конкретных социальных и политических проблем. Он писал статьи для газеты «Ёмиури симбун», комментируя актуальные события. Его твёрдое убеждение, что философия должна быть началом политики, поощряло политическую активность интеллигенции, и когда в 1937 году ему предложили возглавить культурный отдел Showa Kenkyu Kai, аналитический центр, занимавшийся созданием интеллектуальной основы японского национализма, он охотно согласился. Он сформулировал концепцию «Великой восточноазиатской сферы процветания», но был взбешён, когда Императорская армия Японии использовал её для обоснования агрессивной экспансии в Китае и Юго-Восточной Азии. После распада Showa Kenkyu Kai, обнаруживший себя в милитаризированном обществе, при активизации боевых действий за рубежом, Киёси Мики оказался подавлен и одинок. Он был снова арестован после того, как помог другу скрыться от властей. Мики умер в тюрьме 26 сентября 1945 в результате заболевания, вызванного плохими условиями содержания. Его смерть, в то время, когда американская оккупация Японии уже началась, глубоко расстроила японскую интеллигенцию. В результате американцы потребовали освободить всех политзаключённых. Полное собрание сочинений Киёси Мики было опубликовано издательством Iwanami Shoten.
В статье Сёдзи Мурамото Historical Reflections for the International Development of Japanese Humanistic Psychology, Киёси назван «центральной фигура в японском гуманистическом движении», поскольку он был автором Studies of Human Being in Pascal (1926), «первой книги явно связанной с экзистенциальной традицией, написанной японским мыслителем».

### Идеи
Мики рассматривал раннюю философию Хайдеггера как продолжение традиций христианского индивидуализма, прослеживая её до Аврелия Августина и считая фундаментально антигреческой. Такое понимание Хайдеггера совпадает с представлениями широкого класса философов, в том числе Жан-Поля Сартра, в том, что приоритетом философии Хайдеггера является не онтологический вопрос бытия, а анализ человеческого существования.
В 1925 году Мики стал марксистом и до Сартра предложил синтез марксизма и экзистенциализма.
На формирование воззрений Мики сильное влияние оказал немецкий мыслитель Иоганн Вольфганг фон Гёте.